# Nonette (rivière)
Pour les articles homonymes, voir Nonette.
La Nonette est une rivière française, affluent en rive gauche de l'Oise, et donc un sous-affluent de la Seine, coulant dans le département de l'Oise (région Hauts-de-France). Une grande partie de son bassin versant est un site naturel inscrit, sur 50 000 ha et 49 communes.

## Géographie
De 40,2 km de long, la rivière prend sa source à Nanteuil-le-Haudouin (Oise), et s'écoule de l'est vers l'ouest. Elle arrose la ville de Senlis, ainsi que le parc du château de Chantilly où elle est canalisée, et se jette dans l'Oise à Gouvieux, à la limite de Villers-sous-Saint-Leu, à 30 m d'altitude.
Son cours se trouve pour sa quasi-totalité dans le parc naturel régional Oise-Pays de France.

### Communes et cantons traversés
Dans le seul département de l'Oise, la Nonette traverse les quatorze communes, dans le sens amont vers aval, de Nanteuil-le-Haudouin (source), Versigny, Baron, Montlognon, Fontaine-Chaalis, Borest, Mont-l'Évêque, Senlis, Courteuil, Avilly-Saint-Léonard, Vineuil-Saint-Firmin, Chantilly et Gouvieux (confluence).
En termes de cantons, elle prend sa source dans le canton de Nanteuil-le-Haudouin, traverse le canton de Senlis et conflue dans la canton de Chantilly, dans l'arrondissement de Senlis.

### Bassin versant

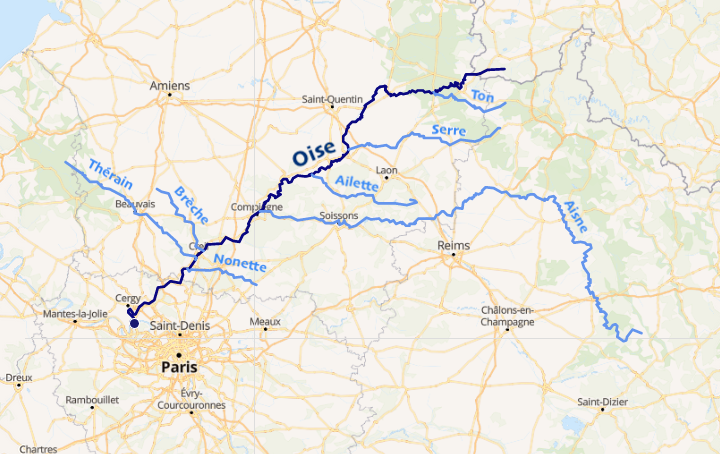
Positionnement de la Nonette en rive gauche dans le bassin de l'Oise.

La Nonette traverse quatre zones hydrographiques H220, H221, H222, H223 pour une superficie totale de 15 870 km2.

### Organisme gestionnaire
L'organisme gestionnaire est le SISN ou syndicat interdépartemental du SAGE de la Nonette.

## Affluents
Ses deux principaux affluents sont l'Aunette (rd) au nord et la Launette (rg) au sud, cette dernière arrosant le parc Jean-Jacques-Rousseau d'Ermenonville.

## Hydrologie
Son régime hydrologique est dit pluvial océanique.

### La Nonette à Courteuil
Le débit de la Nonette a été observé pendant une période de 41 ans (1968-2008) à Courteuil, localité du département de l'Oise, située entre Senlis et Chantilly, et toute proche de son confluent avec l'Oise. Le bassin versant de la rivière y est de 338 km2 et le module de la rivière à Courteuil est de 1,66 m3/s.
Les fluctuations saisonnières de débit de la Nonette sont très faibles, comme c'est bien souvent le cas dans le nord-ouest du bassin de la Seine, et dans les régions proches de la Normandie et du bassin de la Somme. Il est bien difficile de parler de hautes et de basses eaux pour un cours d'eau aussi régulier. Cependant, on constate que les débits mensuels moyens sont plus élevés de décembre à mai inclus oscillant de 1,70 à 1,90 m3/s (avec un maximum de 1,90 m3/s en mars). Dès le mois de juin, le débit baisse quelque peu et atteint un plancher d'août à octobre (entre 1,37 et 1,48 m3/s) avec un minimum en septembre (1,37). On doit admettre que la Nonette est une rivière à débit mensuel moyen quasi constant tout au long de l'année. Cependant, ce ne sont là que des moyennes mensuelles et les débits peuvent montrer des fluctuations plus prononcées selon les années et sur de courtes périodes.

### Étiage ou basses eaux
Ainsi, le VCN3 peut baisser jusque 0,710 m3/s, en cas de période quinquennale sèche, soit 710 litres par seconde, ce qui reste très confortable.

### Crues
Les crues ne sont jamais importantes. Les QIX 2 et QIX 5 valent respectivement 3,7 et 4,2 m3/s. Le QIX 10 vaut 4,5 m3/s, tandis que le QIX 20 se monte à 4,8 m3/s. Enfin le QIX 50 n'est que de 5,3 m3/s.
Le débit instantané maximal enregistré à Courteuil a été de 5,49 m3/s le 24 mars 2001, tandis que la valeur journalière maximale était de 5,39 m3/s le lendemain 25 mars. En comparant le premier de ces chiffres aux valeurs des différents QIX de la rivière, il apparaît que cette crue était d'ordre cinquantennal et donc fort exceptionnelle. On peut considérer qu'elle est destinée à se répéter tous les 50-70 ans en moyenne.

### Lame d'eau et débit spécifique
La Nonette n'est pas une rivière très abondante. La lame d'eau écoulée dans son bassin est de 155 millimètres annuellement, ce qui est médiocre, très nettement inférieur à la moyenne d'ensemble de la France, mais également à celle de l'ensemble du bassin versant de la Seine (240 millimètres). Le débit spécifique (ou Qsp) se monte dès lors à un faible 4,9 litres par seconde et par kilomètre carré de bassin.

## Histoire
Au début du XIXe siècle, on relevait trente-un (31) moulins sur la Nonette. Maurice Delaigue a recensé quarante-six moulins « dans la vallée de la Nonette », en incluant ses affluents l'Aunette et la Launette.